# Візич
Візич (серб. Визић) — село в Сербії, належить до общини Бачка-Паланка Південно-Бацького округу в багатоетнічному, автономному краю Воєводина.

## Населення
Населення села становить 366 осіб (2002, перепис), з них:
- серби — 323 — 92,55%;
- роми — 4 — 1,14%;

Решту жителів  — з десяток різних етносів, зокрема: македонці, румуни, німці і кількка русинів-українців.